# Podospora
Podospora — рід грибів родини Lasiosphaeriaceae. Назва вперше опублікована 1856 року.